# Apolipoproteine
Le apolipoproteine sono proteine capaci di legare lipidi e sono costituenti delle lipoproteine plasmatiche, aggregati molecolari deputati al trasporto di colesterolo e trigliceridi attraverso la circolazione ai vari tessuti e organi.
Sono molecole anfipatiche, come i fosfolipidi in cui si immergono nella formazione delle lipoproteine, porgendo la loro faccia apolare verso l'interno delle stesse e quella polare verso l'ambiente acquoso esterno.

## Classificazione
Le apolipoproteine esistono in cinque principali classi con relative sottoclassi, differenti per peso molecolare, associazioni ed eventuale funzione:
- apo A-I che si associa con le lipoproteine ad alta densità o HDL (esiste anche un'importante forma mutata chiamata Apo A-1 Milano);
- apo A-II che si associa anch'essa con le HDL;
- apo A-IV che si associa a chilomicroni e HDL;
- apo A-V che si associa a VLDL, HDL e chilomicroni;

- apo B-100, si associa a VLDL e lipoproteine a bassa densità (LDL) ed è riconosciuta dal recettore per le LDL (LDL-R);
- apo B-48, si associa ai chilomicroni e costituisce poco meno della prima metà dell'apoB100 e per questo motivo manca del tratto proteico riconosciuto da LDL-R;

- apo C-I, si associa a VLDL e LDL;
- apo C-II, è associata anche ai chilomicroni e attiva lipoproteina lipasi (LPL);
- apo C-III, è associata anch'essa a VLDL, LDL e chilomicroni e inibisce la LPL;
- apo C-IV, è associata principalmente alle VLDL;

- apo D, si associa a HDL ed è detta anche CETP (cholesterol esters transfer protein);

- apo E, associata a chilomicroni, VLDL e HDL e promuove la rimozione delle VLDL e delle rimanenze dei chilomicroni.

Vi sono poi classi minori come l'apo H; un'altra importante apolipoproteina è la Siero associato all'amiloide o SAA, determinante nell'amiloidosi AA.

## Funzioni
Le apolipoproteine svolgono tre funzioni principali e solo alcune delle loro sottoclassi assolvono a ciascuna funzione.

- La prima funzione è quella di contribuire alla struttura delle lipoproteine;

- la seconda funzione è di regolare l'attività enzimatica nel metabolismo lipidico; 

- la terza, infine, è di costituire dei ligandi per i recettori (come la già citata LPL, a livello dell'endotelio o HTL, a livello del fegato).

## Struttura
Le apolipoproteine presentano a livello della struttura secondaria sia alfa eliche che foglietti beta anfipatici, questo permette a queste proteine di interagire con il nucleo idrofobo delle lipoproteine e anche di aggregare tra di loro, eventualmente passando da una lipoproteina ad un'altra, evento particolarmente importante nel percorso delle VLDL e dei chilomicroni.